# Дедюлин, Яков Иванович
Яков Иванович Дедюлин (1772—1836) — русский офицер периода наполеоновских войн, генерал-майор Русской императорской армии.

## Биография
Родился 18 (29) октября 1772 года в усадьбе Маковесово в многодетной семье ярославского почтмейстера, премьер-майора Ивана Васильевича Дедюлина (1722 — после 1788) и его жены Натальи Григорьевны, дочери богатого помещика Григория Аггевича Философова.
В феврале 1787 года был записан подпрапорщиком в лейб-гвардии Преображенский полк. В декабре 1796 года был произведен в подпоручики. В этом полку он служил до самого выхода в отставку в апреле 1810 года в чине генерал-майора и должности командира батальона.
С 1811 года избирался ярославским губернским предводителем дворянства.
Во время Отечественной войны 1812 года был назначен командиром ярославского ополчения. В ходе войны ярославское ополчение под его командованием в составе 4 пеших и одного конного полка сначала блокировало коммуникации и пути снабжения из Москвы к Угличу и Кашину; затем до февраля 1813 года находилось в тылу российской армии, затем направлено в литовские губернии, где 1-й и 2-й пешие полки оставались до конца войны, а 3-й и 4-й пешие полки и две сотни конного полка приняли участие в заграничном походе русской армии, в составе войск герцога Александра Вюртембергского: в осаде Данцига и в бою при Глогау, где Дедюлин получил ранение.
После возвращения в Россию он вновь занял должность губернского предводителя дворянства и был в этом качестве до 1823 года.
Умер 26 апреля (8 мая) 1836 года и был похоронен в селе Ратмирово Романово-Борисоглебского уезда Ярославской губернии, в склепе-часовне при Спасской церкви, построенной его отцом в 1766 году.

## Награды
- Орден Святого Владимира 4-й степени
- Орден Святой Анны 2-й степени с алмазами
- Золотое оружие «За храбрость»
- Медаль «За взятие Парижа»
- Медаль «В память Отечественной войны 1812 года» бронзовая на владимирской ленте

## Семья
Жена: Мария Васильевна, урожд. Маркова. Их дети:
- Алексей Яковлевич (1809/1810—?).
- Варвара Яковлевна
- Александр Яковлевич (1820—1891) — генерал-лейтенант.
- Иван Яковлевич
- Владимир Яковлевич Дедюлин (1821—1877) — майор.

## Источник
- Словарь русских генералов, участников боевых действий против армии Наполеона Бонапарта в 1812—1815 гг. // Российский архив. История Отечества в свидетельствах и документах XVIII—XX вв. : Сборник. — М.: студия «ТРИТЭ» Н. Михалкова, 1996. — Т. VII. — С. 376—377. — ISSN 0869-20011. (Комм. А. А. Подмазо)